# Hiroyo Matsumoto
Hiroyo Matsumoto   (松本 浩代 Matsumoto Hiroyo, nacida el 6 de noviembre de 1985) es una luchadora profesional japonesa, quien trabaja en el circuito independiente tanto en Japón como en Estados Unidos. Es notablemente conocido por participar en el torneo Mae Young Classic de la WWE y anteriormente estuvo en Shimmer Women Athletes, Dramatic Dream Team y World Wonder Ring Stardom.

## Carrera

### Circuito independiente (2006-presente)
El 19 de marzo de 2006, Matsumoto tuvo un partido de exhibición de 5 minutos previo al debut en Shin-Kiba 1st Ring contra Mai Ichii. El 16 de julio, Matsumoto tuvo su primer partido oficial contra Hanako Kobayashi en Shinjuku Face, ganando en 6:38 con un Body Slam.
El 5 de mayo de 2007, Matsumoto se asoció con Shuu Shibutani para enfrentar a las veteranas Mariko Yoshida y Meiko Satomura. Ella anotó el pinfall contra la mentora Mariko Yoshida con su finalista Backdrop Driver. El 7 de octubre, Matsumoto se unió a Tomoka Nakagawa, una trabajadora de Ibuki, para debutar en Ice Ribbon, con la pareja anotando la victoria sobre Aoi Kizuki y Miki Ishii.
El 1 de julio, Matsumoto hizo equipo con el luchador del Dramatic Dream Team (DDT), Choun Shiryu, para un exitoso desafío para el Campeonato Internacional en Parejas de Ice Ribbon, organizado por Etsuko Mita y Makoto. El 13 de julio, Matsumoto hizo equipo con Kyoko Inoue para ganar el NEO Midsummer Tag Tournament.
El 26 de marzo de 2011, en el show Shimmer Women Athletes en Berwyn, Illinois, Matsumoto y Misaki Ohata, como Seven Sisters Star, ganaron el Shimmer Tag Team Championship de los NINJAs canadienses (Portia Perez y Nicole Matthews), y luego defendieron con éxito. ellos contra Britani Knight y Saraya Knight. Perderían el título ante Daizee Haze y Tomoka Nakagawa al día siguiente.
El 10 de junio, Matsumoto derrotó a Ran Yu-Yu en la final de un torneo para convertirse en el contendiente número uno del Campeonato de peso abierto de la Academia Oz.

### World Wonder Ring Stardom (2012, 2013-2017)
En 2012, Matsumoto comenzó a trabajar regularmente para World Wonder Ring Stardom, desafiando sin éxito a Nanae Takahashi por el Campeonato Mundial de Stardom el 3 de mayo y se unió al Zenryoku Joshi de Yuzuki Aikawa el 3 de junio.
El 29 de diciembre, Matsumoto ganó su primer título en Stardom, cuando ella, Mayu Iwatani y Miho Wakizawa vencieron a Kimura Monster-gun (Alpha Female, The Female Predator "Amazon" y Kyoko Kimura) por el Campeonato Artístico de Stardom. El 10 de agosto de 2014, Matsumoto, Iwatani y Wakizawa perdieron el Campeonato Artístico de Stardom ante Hatsuhinode Kamen, Kaori Yoneyama y Tsubasa Kuragaki en su quinta defensa.
El 6 de diciembre de 2015, Matsumoto ganó su primer título desde su regreso, cuando ella, Evie y Kellie Skater capturaron el vacante Campeonato Artístico de Stardom. El 28 de febrero de 2016, Matsumoto, Evie y Skater perdieron el Campeonato Artístico de Stardom ante Io Shirai, Kairi Hojo y Mayu Iwatani en su tercera defensa.

### WWE (2018)
Matsumoto fue anunciado para participar en el Mae Young Classic. Apareció como face y derrotó a Rachel Evers en la primera ronda. En la segunda ronda, Matsumoto fue eliminada por Toni Storm.

## En lucha
- Movimientos finales
  - High-angle belly-to-back suplex
  - Hiroyo Stone (Backbreaker rack dropped into a double knee gutbuster)
  - High-angle sitout powerbomb – adopted from Devil Masami
- Movimientos en firma
  - Backbreaker rack
  - Discus elbow smash
  - Tokaido Otoshi (Backbreaker rack dropped into a gutbuster)
- Apodo
  - "Lady Destroyer"

## Campeonatos y logros
- Dramatic Dream Team
  - Ironman Heavymetalweight Championship (1 vez)

- Ice Ribbon
  - International Ribbon Tag Team Championship (1 vez) – con Hamuko Hoshi

- JWP Joshi Puroresu
  - JWP Junior Championship (1 vez)
  - Princess of Pro-Wrestling Championship (1 vez)

- NEO Ladies Pro-Wrestling
  - NEO Tag Team Championship (1 vez) – con Kyoko Inoue[8]
  - NEO Stage (2008)
  - NEO Mid-Summer Tag Tournament VII (2008) – con Kyoko Inoue

- Oz Academy
  - Oz Academy Openweight Championship (1 vez)
  - Oz Academy Tag Team Championship (4 veces) – con Aja Kong (1) y  Tomoka Nakagawa (3)

- Sendai Girls' Pro Wrestling
  - Sendai Girls World Championship (1 vez)
  - Sendai Girls Tag Team Championship (1 vez, actual) – con Dash Chisako

- Shimmer Women Athletes
  - Shimmer Tag Team Championship (1 vez) – con Misaki Ohata

- World Wonder Ring Stardom
  - Goddess of Stardom Championship (1 vez) – con Jungle Kyona
  - Artist of Stardom Championship (3 veces) – con Mayu Iwatani & Miho Wakizawa (1), Evie & Kellie Skater (1) y Jungle Kyona & Kaori Yoneyama (1)

- Pro Wrestling Illustrated
  - Situada en el Nº25 en los PWI Female 50 de 2017[9]
  - Situada en el Nº34 en el PWI Female 100 en 2018.
  - Situada en el Nº37 en el PWI Female 100 en 2019.
  - Situada en el Nº68 en el PWI Female 100 en 2020.